# Consiglio nazionale siriano
Il Consiglio nazionale siriano, CNS (in arabo المجلس الوطني السوري‎?, al-Majlis al-Waṭanī al-Sūrī) è un'autorità politica in esilio, nata in seguito alle sommosse popolari in Siria del 2011 contro il governo di Baššār al-Asad. Ha sede a Istanbul (Turchia).
La costituzione del Consiglio nazionale siriano è stata annunciata nella metropoli turca il 23 agosto del 2011. Il 2 ottobre 2011 il Consiglio ha ufficializzato una struttura istituzionale che prevede un'Assemblea generale, un Segretariato generale e un Comitato esecutivo di 6-7 persone, non ancora nominate, per un totale di 235 membri (al 19 dicembre 2011).
Nel settembre del 2011 Burhan Ghalyun è stato nominato presidente del Consiglio. Il Consiglio nazionale siriano è attualmente riconosciuto o supportato da alcuni Paesi membri dell'ONU tra cui due permanenti del Consiglio di sicurezza, Francia e Stati Uniti, oltre alla Lega araba, l'Unione europea e dal Consiglio nazionale di transizione della Libia. Belgio, Canada, Germania, Italia, Paesi Bassi e la Turchia non riconoscono ancora il Consiglio come autorità governativa ma hanno instaurato stabili rapporti di dialogo e sostegno ufficiale con le forze d'opposizione al regime. I ministri degli Esteri del Portogallo, Russia e Norvegia si sono incontrati con i rappresentanti del Consiglio, ma devono ancora riconoscere o sostenerlo ufficialmente a qualsiasi titolo, né hanno disconosciuto la legittimità del governo di Asad.
Il 31 gennaio 2012 il veto di Russia e Cina blocca un testo sulla Siria presentato al Consiglio di sicurezza dell'ONU che intendeva condannare il regime di Baššār al-Asad.
Il 12 febbraio 2012 i ministri degli Esteri della Lega araba riuniti al Cairo in Egitto, decidono di interrompere ogni rapporto con il presidente Baššār al-Asad, di ritirare i loro osservatori dal territorio siriano e riconoscere ufficialmente l'opposizione siriana, chiedendo contestualmente l'intervento in Siria di forze di pace dell'ONU.

Relazioni internazionali del Consiglio nazionale siriano all'8 gennaio 2012:
Siria
Stati che hanno riconosciuto diplomaticamente CNS come l'unico governo legittimo della Siria
Stati che sostengono/riconoscono ufficialmente il CNS come partner per il dialogo
Stati che sostengono ufficiosamente il CNS come partner per il dialogo
Stati che hanno relazioni informali con il CNS
Stati che non sostengono il CNS

     Siria
     Stati che hanno riconosciuto diplomaticamente CNS come l'unico governo legittimo della Siria
     Stati che sostengono/riconoscono ufficialmente il CNS come partner per il dialogo
     Stati che sostengono ufficiosamente il CNS come partner per il dialogo
     Stati che hanno relazioni informali con il CNS
     Stati che non sostengono il CNS

## Membership

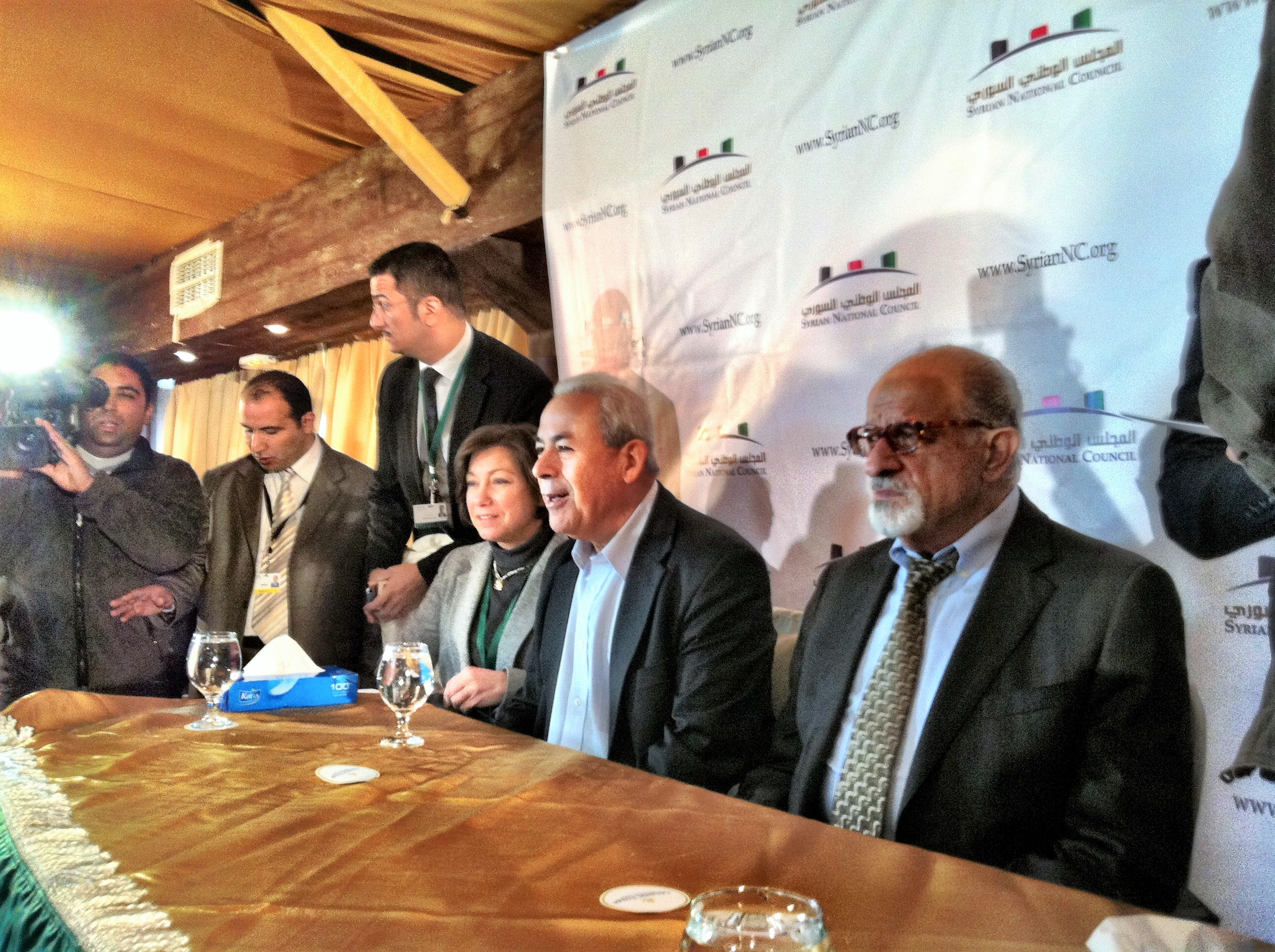
Bassama Kodmani (sx), Burhan Ghalyun (C) e Haytham al-Maleh (dx) al I Congresso del CNS a Tunisi il 19 dicembre 2011.

Al CNS appartengono diversi gruppi di Fratelli musulmani siriani in esilio, ed è sostenuto dall'ala in esilio degli aderenti alla dichiarazione di Damasco, l'Organizzazione democratica assira, alcuni dissidenti Curdi e i comitati di coordinamento locale (un gruppo coinvolto in dimostrazioni politiche anti-regime in patria. Il CNS afferma di rappresentare all'incirca il 60% dell'opposizione siriana.  Il solo partito politico curdo fuori di Siria che abbia dichiarato di aderire al CNS è quello che era guidato da Mash'al Tammo, che fu assassinato poco dopo l'annuncio dato nella città di Kamichlié, nel nordest siriano. Adib Shishakli ne è un membro fondatore.

## Stati e organizzazioni che hanno riconosciuto ufficialmente il CNS
Ad avere riconosciuto il Consiglio nazionale siriano sono:
- Libia: nel dicembre 2011 ha riconosciuto il Consiglio come governo legittimo del Paese.[6]
- Francia: nel dicembre 2011 ha riconosciuto ufficialmente il Consiglio come partner per il dialogo.[7]
- Spagna: nel dicembre 2011 ha riconosciuto ufficialmente il Consiglio come partner per il dialogo.[8]
- Bulgaria: nel dicembre 2011 ha riconosciuto ufficialmente il Consiglio come partner per il dialogo.[8]
- Stati Uniti: nel dicembre 2011 ha riconosciuto ufficialmente il Consiglio come partner per il dialogo.[8]
- Lega araba: il 12 febbraio 2012 ha riconosciuto il Consiglio come governo legittimo del Paese.[9] (La Siria è stata sospesa dalla Lega il 16 novembre 2011)[10]

## Stati e organizzazioni che hanno instaurato un rapporto di dialogo con il CNS
- Turchia[11]
- Italia
- Canada
- Paesi Bassi
- Germania
- Belgio
- Portogallo
- Norvegia
- Russia
- Unione europea
- Pakistan
- Australia